# Șeitin
Șeitin (in ungherese Sajtény) è un comune della Romania di 3 090 abitanti, ubicato nel distretto di Arad, nella regione storica della Transilvania.
La prima testimonianza documentaria dell'esistenza di Șagu risale al 1138, tuttavia una campagna di scavi ha portato alla scoperta, nella località localmente denominata La Imaș, di un insediamento e di una necropoli di epoca daco-romana.
Șeitin è la città natale dello scrittore Ioan T. Morar.